# 亨利·蒲福
亨利·蒲福（英語：Henry Beaufort；1374年—1447年4月11日）是中世紀的英國神職人員和溫徹斯特教區主教，一個無論身為主教還是金雀花王朝的皇室成員都反常的人。

## 生平
他是冈特的约翰和他情婦凯瑟琳·斯温福德四個私生子中的第二個。蒲福於約1374年在英國在法國內的領地安茹出生。他接受教育以在教堂找到工作。當他父母於1396年初結婚，亨利、他的兩個兄弟和一個妹妹被教宗宣佈為合法子女，並在1397年2月9日的國會法案中正式合法化，但他們被禁止繼承王位。這個附帶條件（excepta regali dignitate）以拉丁文寫成，意思為“除了王室的高位”，懷疑是他們同父異母的兄弟亨利四世加上的。1398年2月27日，他被提名為林肯教區主教，並在1398年7月14日就聖職。當他同父異母的兄弟罷免理查并奪得王位成為亨利四世，他在1403年成為了博福特教區主教及英格蘭大法官。當他在1404年11月19日被任命為天主教溫徹斯特教區主教後，他辭去這些職務。
1411至1413年間，因為傾向支持自己的姪兒威爾士親王對抗國王，蒲福在政治上失寵。當國王亨利四世死去及威爾士親王成為亨利五世後，他在1413年委任他叔叔再次為大法官。但是，蒲福於1417年辭職。教宗瑪定五世將蒲福擢升為樞機，但國王亨利五世不容許蒲福接受。亨利五世在通过娶法兰西国王查理六世的女兒來使自己成为法國的繼承人後不久在1422年死去，他們的嬰孩成為亨利六世。蒲福主教和小孩國王的其他叔叔成立了英格兰攝政政府，由1422年到1437年，蒲福並於1424年再次成為大法官，但因為和國王其他叔叔的爭執，於1426年再度被迫辭職。